# Jeanne Thérèse Ninous
Pour les articles homonymes, voir Aigremont.
Jeanne Thérèse Ninous, dont les principaux noms de plume sont Pierre Ninous et Paul d'Aigremont, née à Bordeaux le 25 juin 1841, et morte le 2 février 1907 à Condom,, est une écrivaine française.

## Biographie
Elle adhère en 1878 à la Société des gens de lettres. En 1881, elle fait partie des 70 sociétaires femmes.
Elle a été directrice du journal illustré La Famille fondé par elle à Paris en 1879.
Pierre Ninous est un feuilletoniste connu dans la deuxième moitié du XIXe siècle[réf. souhaitée]. Il est pris en exemple par Charles Le Goffic dans sa critique du genre roman-feuilleton en 1890… « Quel rapport, je vous prie, entre un écrivain et M. Pierre Ninous (Je prends M. Ninous au hasard. Mais j’aurais pu tout aussi bien nommer cinquante autres)… le journal exigera à l’avance de ses feuilletonistes qu’ils renoncent à toute délicatesse de style et d’idée, qu’ils échauffent la bête et la tiennent sur son appétit jusqu’au bout par les mystérieux points d’interrogation de la cinquième colonne. ». Ou encore dans le livre de  Han Ryner, Le Massacre des amazones la même année. Sur la vingtaine de roman écrits par Jeanne Thérèse Ninous, sont relevés uniquement quelques pléonasmes et contradictions.
Mariée en 1885, en secondes noces à Léon de Roussen, président du journal La petite République et propriétaire de l'île de Porquerolles où ils créèrent une colonie agricole pour jeunes délinquants. Ils sont condamnés en 1887 pour maltraitance envers les enfants,,.
Elle est membre de l’Académie du Var en 1886.
De son premier mariage avec Jean Marie Louis Dubarry, on sait qu'il finit par un divorce en décembre 1884. Une Emma Bovary, en plus scandaleuse, dont les journaux colportent les frasques : « Emma(sic) Ninous, qui maintenant se fait appeler Pierre, avait passé jadis devant la police correctionnelle de Condom sur la plainte de son mari. Elle s’était mise à écrire des romans impies et licencieux pour les feuilles de gauche. Plus tard elle profita de la loi du divorce pour épouser un opportuniste bien posé, un certain administrateur du journal la Petite République, qui se faisait faussement appeler M. de Roussen. » Journal de Roubaix 1886. Dans la guerre pour l'éducation des enfants de l'assistance publique entre cléricaux et anti, les rumeurs et les informations se mêlent.
Elle a aussi été appelée Mme Lapeyrière lors du procès par plusieurs journaux,, nom supposé de son premier mari.
Ses livres ont été réédités après sa mort, entre autres dans la collection « Le Livre de Poche » chez Jules Tallandier.

## Œuvres

### Sous le pseudonyme Pierre Ninous
- La Migoune, 1876 feuilleton du Roman populaire[17].
- L'Empoisonneuse, Paris, G. Charpentier, 1879.
- Cœur de neige, Paris, G. Charpentier, 1880.
- Le Bâtard, Paris, E. Dentu , 1881.
- La Goualeuse, 1881.
- La Fille de l'ouvrier, 1882.
- Le Beau Notaire, 1883 (feuilleton du Roman populaire en 1876) .
- Le Sacrifice de Micheline, Paris, E. Dentu, 1887.
- Les Enfants, drame en vers, 1887[18].
- Cœur brisé, 1890.
- Le Secret du fou, 1890.

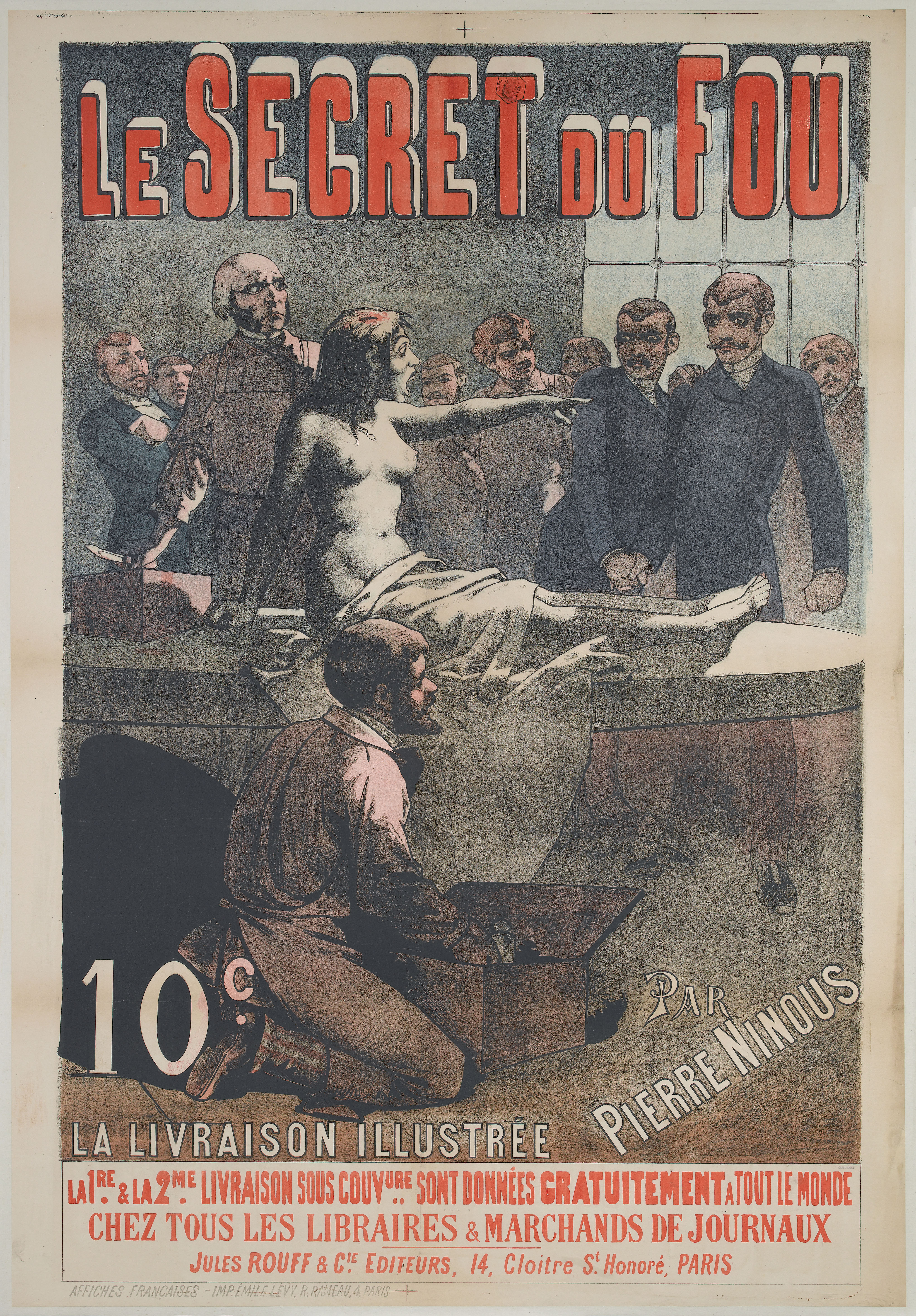
Affiche promotionnelle pour le roman Le Secret du fou, vers la fin du XIXe siècle.
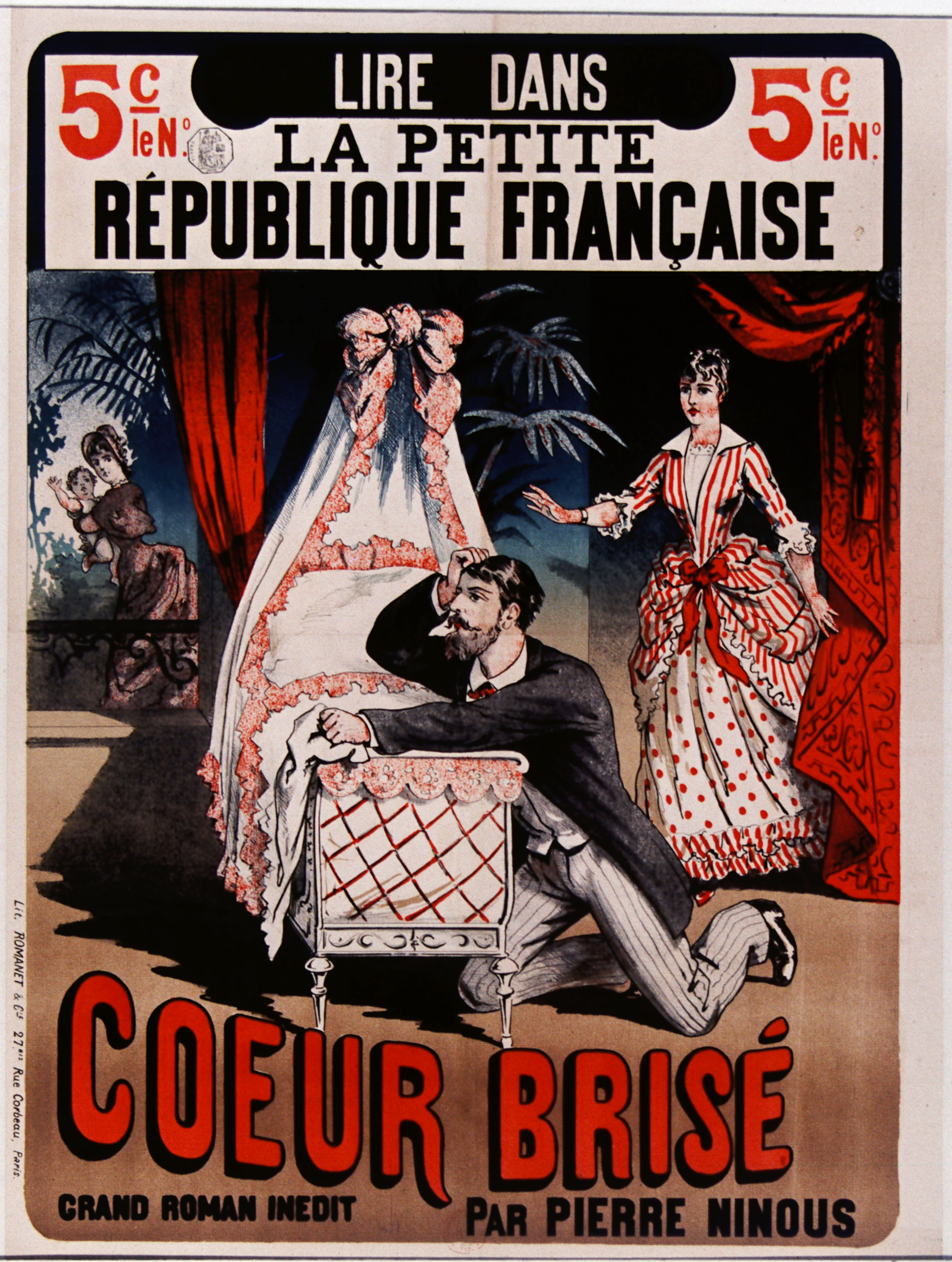
Affiche promotionnelle pour le roman Cœur brisé.
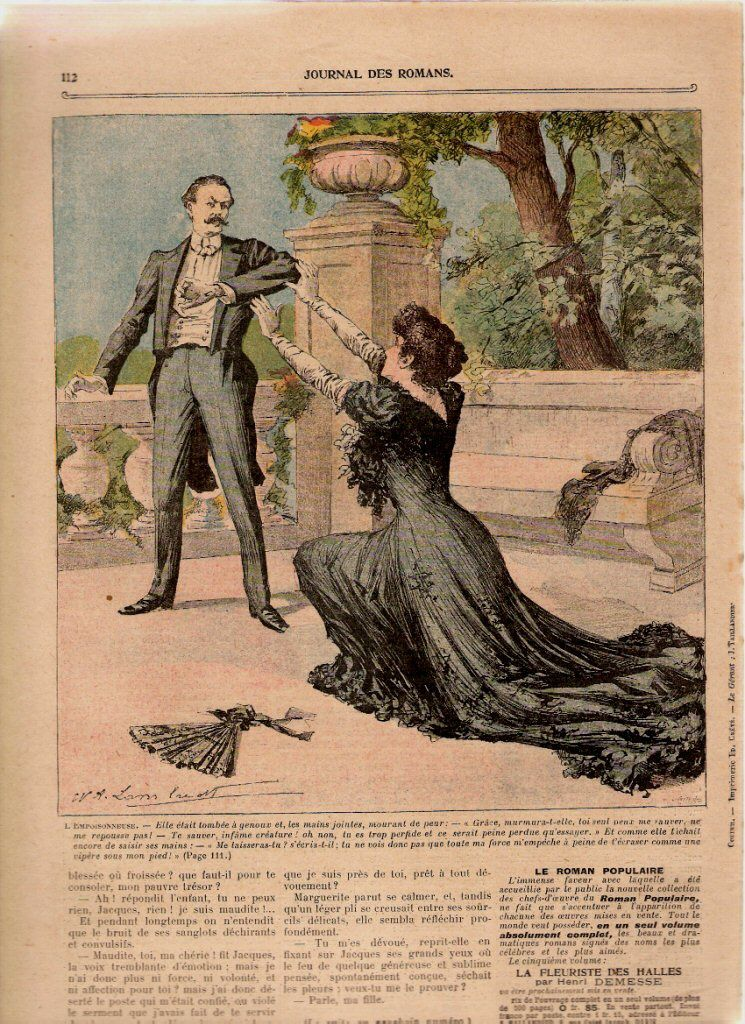
Illustration d'Eugène Damblans pour L'Empoisonneuse publié en roman-feuilleton dans le Journal des romans populaires illustrés, début du XXe siècle.

### Sous le pseudonyme Paul d'Aigremont
- Mère et Martyre, 1893 en collaboration avec Jules Dornay, joué au théâtre de l'Ambigu, 27 janvier[19],[20].
- L'amour vainqueur, 1902
- Fille de Lorraine, 1904
- Tante Germaine, 1932